# Ясид
Ясид (араб. ياصيد‎) — палестинская деревня в провинции Наблус на Западном берегу реки Иордан. Находится в 15 км к северо-востоку от столицы провинции, города Наблус. Согласно информации Центрального статистического бюро Палестины, в середине 2006 года в городе жили 2291 житель.
Палестинские географические координаты деревни — 176/189. Названа западносемитским мужским личным именем.

## География
Ясид находится в 15 км от столицы провинции, города Наблус. Город граничит с Вади-эль-Фария на востоке и с деревней Сирис на севере. На западе Ясид граничит с деревнями Бейт-Имрин и Джаба, а на юге — с деревнями Таллуза и Асира-эш-Шамалийя.

## История
На территории деревни были найдены различные объекты из различных эпох: Железного века, персидские, римские, византийские, раннемусульманские и средневековые глиняные черепки.

### Османская империя
Палестина вошла в состав Османской империи в 1517 году. Согласно дефтеру 1596 года, Ясид входил в состав нахии Джабал Сами, санджак Наблус. В деревне проживали 47 семей и 2 холостяка, все мусульмане. Жители деревни платили налоги на пшеницу, ячмень, яровые культуры, оливковые деревья, ульи и коз, всего 7340 акче.
В 1838 году Ясид вошёл в состав ливы Харитех.
В 1882 году Фонд исследования Палестины описал поселение как «деревню среднего размера на холме, с несколькими деревьями».

### Британский мандат
Согласно Переписи населения Палестины 1922 года, проведённой британскими властями, в деревне проживали 308 человек, все мусульмане. Уже в 1931 году в городе проживало 372 человека в 67 домах, среди них 369 мусульман и 3 христианина.
В 1945 году в деревне проживало 480 человек, все мусульмане. Площадь составила 9222 дёнюма, то есть 9,222 км². Из них 860 дёнюмов использовались для плантаций, 4040 для зерновых культур, 43 для зданий и сооружений.

### Иордания
После Арабо-израильской войны 1948 года, по Родосским соглашениям 1949 года, деревня вошла в состав Иордании.
В 1961 году населения составило 714 человек.

### После 1967 года
После Шестидневной войны 1967 года, Ясид был оккупирован Израилем. Население в том же году составило 816 человек.
Согласно Второму соглашению Осло, входит в состав зоны A.